# Särkkä, Lahtis
Särkkä är en ö i Finland. Den ligger i sjön Salajärvi och i kommunen Lahtis i den ekonomiska regionen  Lahtis ekonomiska region  och landskapet Päijänne-Tavastland, i den södra delen av landet, 110 km nordost om huvudstaden Helsingfors. Öns area är 3,8 hektar och dess största längd är 370 meter i nord-sydlig riktning.